# Deepak Hooda
Deepak Jagbir Hooda (* 19. April 1995 in Rohtak, Indien) ist ein indischer Cricketspieler, der seit 2022 für die indische Nationalmannschaft spielt.

## Kindheit und Ausbildung
Hooda war Teil der indischen Vertretung bei der ICC U19-Cricket-Weltmeisterschaft 2014.

## Aktive Karriere

### Anfänge in der Nationalmannschaft
Bei seinem First-Class-Debüt für Baroda im Jahr 2014 erzielte Hooda ein Century. Hooda fiel erstmals bei der Indian Premier League 2015 einem breiteren Publikum auf, als er für die Rajasthan Royals spielte. Seine Leistungen dort sicherten ihm im folgenden Jahr einen Vertrag über INR 4,2 crore mit den Sunrisers Hyderabad. In der Ranji Trophy 2016/17 erzielte er ungeschlagene 293* Runs gegen Punjab. Er konnte weiterhin herausstechen im nationalen Cricket, hatte jedoch im Januar 2021 einen Konflikt mit dem Kapitän von Baroda Krunal Pandya, den er öffentlich des Mobbings beschuldigte. Daraufhin wurde er für die verbliebene Saison vom Team suspendiert. Für die folgenden Saison erklärte er seinen Abschied von Baroda und wechselte zu Rajasthan. Im Februar 2022 gab er sein Debüt in der Nationalmannschaft. Zunächst bestritt er gegen die West Indies sein erstes ODI und kurz darauf gegen Sri Lanka sein erstes Twenty20.
Er konnte sich schnell im Team etablieren. Im Sommer gelang ihm in der Twenty20-Serie in Irland sein erstes Century über 104 Runs aus 57 Bällen. Allerdings konnte er beim Asia Cup 2022 nicht überzeugen und erzielte als beste Leistung gegen Pakistan 16 Runs. Beim ICC Men’s T20 World Cup 2022 war er zwar Teil des Kaders, verletzte sich jedoch kurz vor dem Turnier am Rücken. Zwar wurde er kurz vor der Weltmeisterschaft wieder fit, spielte jedoch nur ein Spiel. Nach dem Turnier erzielte er in der Twenty20-Serie in Neuseeland 4 Wickets für 10 Runs als Bowler.